# Tauala elongata
Tauala elongata is een spinnensoort in de taxonomische indeling van de springspinnen (Salticidae).
Het dier behoort tot het geslacht Tauala. De wetenschappelijke naam van de soort werd voor het eerst geldig gepubliceerd in 2002 door Peng & Li.